# Ozothamnus rodwayi
Espèce
Classification phylogénétique
Synonymes
- Helichrysum backhousii
 (Hook.f.) F.Muell. ex Benth

Ozothamnus rodwayi est une espèce de plante à fleurs de la famille des Astéracées originaire d'Australie.
C'est une plante herbacée vivace.